# Perizoma mediangularis
Perizoma mediangularis är en fjärilsart som beskrevs av Louis Beethoven Prout 1914. Perizoma mediangularis ingår i släktet Perizoma och familjen mätare. Inga underarter finns listade i Catalogue of Life.